# Alois Brandl
Alois Brandl (24. května 1864 Eisenerz – 6. února 1926 Linec) byl rakouský křesťansko sociální politik, na počátku 20. století poslanec Říšské rady, v poválečném období poslanec rakouské Národní rady.

## Biografie
Vychodil národní školu a působil jako pekařský mistr v Linci. Angažoval se v Křesťansko sociální straně Rakouska. Zasedal v obecní radě v Linci a byl radou obchodní komory.
Na počátku 20. století se zapojil i do celostátní politiky. Ve volbách do Říšské rady roku 1911 získal mandát v Říšské radě (celostátní zákonodárný sbor) za obvod Horní Rakousy 6. Usedl do poslanecké frakce Křesťansko-sociální klub německých poslanců. Ve vídeňském parlamentu setrval až do zániku monarchie.Profesně byl k roku 1911 uváděn jako rada obchodní komory a mistr pekařský.
Po válce zasedal v letech 1918–1919 jako poslanec Provizorního národního shromáždění Německého Rakouska (Provisorische Nationalversammlung) a pak od 4. března 1919 do 9. listopadu 1920 byl poslancem Ústavodárného národního shromáždění Rakouska.